# Sir Henry
Sir Henry, eigentlich John Henry Nijenhuis, (* 8. Oktober 1964 in Montreal) ist ein kanadischer Musiker, Musikalischer Leiter, Musikinstallationskünstler und Komponist. Seit 1996 ist er an der Berliner Volksbühne am Rosa-Luxemburg-Platz tätig.

## Leben
John Henry Nijenhuis wurde 1964 in Kanada als Kind einer niederländischen Einwandererfamilie geboren. Mit sieben Jahren erhielt er zunächst eine klassische Klavierausbildung. Am King’s College in Halifax absolvierte er einen Bachelor-Abschluss, der abendländische Philosophie und Geschichte, Theologie, elektroakustische Musik, Kunst und Informatik umfasste, und arbeitete dreizehn Jahre in Kanada als Musiker, u. a. 1987 als Stipendiat für die Ausbildung zum Korrepetitor an der Banff Centre School of Fine Arts.

## Arbeit
1996 wurde Nijenhuis eingeladen, beim „Sonambiente“-Festival in Berlin zu spielen.
Nach dem Festival erhielt er an der Volksbühne am Rosa-Luxemburg-Platz einen Gastvertrag als Musiker und Komponist für die Praterproduktion Ums nackte Leben und arbeitete von nun an regelmäßig mit Frank Castorf (u. a. Dämonen, Erniedrigte und Beleidigte, Der Idiot, Nord), Dimiter Gotscheff (Tartuffe, Iwanow, UBUKÖNIG, Leonce und Lena, Prometheus), und David Marton (Wozzeck, Lulu).
Sir Henry komponierte Soundtracks zu mehreren Kurzfilmen, u. a. Alte Meister (Hakon Hirzensberger, 2010), Die Operation (Christoph Kalkowski, 2009) und The Weight of the World (Brian Stockton, 1994). Auch wirkte seine Musik in drei Filmen von Alexander Kluge: Nachrichten aus der Ideologischen Antike, Früchte des Vertrauens und Orfea.
Als Künstler baute er 2018 die interaktive Musik- und CGI-Installation „Begone Dull Care“ mit Bewegungssensoren im Grünen Salon der Volksbühne, 2019 das Bewegungssensor-Zelt in der Performance „Bauhaus: ein rettendes Requiem“ von Schorsch Kamerun in der Volksbühne und 2020 die Internetperformance „Quarantine: for Solo Human“ in der Volksbühne.

## Theater, Musikalische Leitung
- Schöner Wohnen: ein Abstellkammerspiel, Amy Stebbins, Neuköllner Oper, 2022
- Haußmanns Staatssicherheitstheater, Leander Haußmann, Volksbühne, 2018
- Der Klang der Familie, Today is Tomorrow, Health and Safety, Calla Henkel und Max Pitegoff, Volksbühne, 2018
- News, Crime Sport, Calla Henkel und Max Pitegoff, Volksbühne, 2017
- Die Auserwählten, Hakon Hirzensberger, Koproduktion STEUDLTENN/Wald4tler Hoftheater, 2017
- Die Kabale der Scheinheiligen. Das Leben des Herrn de Molière, Frank Castorf, Volksbühne, 2016
- Silk Road, Angela Richter, Schauspiel Köln, 2016
- The Lyons, Hakon Hirzensberger, Theater Phönix Linz, 2014
- Das Schottenstück, David Marton, Volksbühne, 2013
- Der Eingebildete Kranke, Martin Wuttke, Volksbühne, 2012
- La Dame aux Camélias, Frank Castorf, Odéon Théâtre de l'Europe, 2012
- 30. September, Ulrich Rasche, Staatstheater Stuttgart, 2011
- Der Spieler, Frank Castorf, Volksbühne, Koproduktion mit den Wiener Festwochen, 2011
- Wilhelm Meister: eine Theatralische Sendung, Ulrich Rasche, Frankfurter Schauspiel, 2010
- Nach Moskau! Nach Moskau! Frank Castorf, Co-Produktion Tschekov Internationales Festival, Wiener Festwochen, Volksbühne, 2010
- Rrungs!, Wanda Golonka, Volksbühne, 2010
- Die Soldaten, Frank Castorf, Volksbühne, 2010
- Seestücke, Ulrich Rasche, Volksbühne, 2009
- Amoklauf Mein Kinderspiel, Hakon Hirzensberger, Tiroler Landestheater, 2009
- Der Alpenkönig, Hakon Hirzensberger, Wald4tler Hoftheater, 2009
- Antigone/Elektra, Werner Schroeter, Volksbühne, 2009
- Prometheus, Dimiter Gotscheff, Volksbühne, 2009
- Cabale und Liebe, Hakon Hirzensberger, Theater Phönix Linz, 2009
- Amanullah Amanullah, Frank Castorf, Volksbühne, 2009
- Leonce und Lena, Dimiter Gotscheff, Thalia Theater, 2008
- UBUKÖNIG, Dimiter Gotscheff, Volksbühne, 2008
- Wozzeck, David Marton, Volksbühne, 2007
- Nord, Frank Castorf, Volksbühne-Festival d'Avignon, 2007
- Einer Weniger, Hakon Hirzensberger, Theater Phönix Linz, 2007
- Selbstmörder, Dimiter Gotscheff, Volksbühne 2007
- Der Tartüff, Dimiter Gotscheff, Thalia Theater, Koproduktion mit den Salzburger Festspiele, 2006
- Das große Fressen, Dimiter Gotscheff, Volksbühne, 2006
- Schuld und Sühne, Frank Castorf, Volksbühne, Koproduktion mit den Wiener Festwochen, 2005
- Iwanow, Dimiter Gotscheff, Volksbühne, 2005
- Das Versprechen, Armin Petras, Thalia Theater, 2005
- 3 von 5 Millionen, Armin Petras, Deutsche Theater Kammerspiele, 2005
- Gier nach Gold, Frank Castorf, Volksbühne, Koproduktion mit den Ruhrfestspielen Recklinghausen, 2004
- Kokain, Frank Castorf, Volksbühne, 2004
- Die Perser, Martin Wuttke, Stiftung Schloss Neuhardenberg, 2003
- Trauer muss Elektra tragen, Frank Castorf, Schauspielhaus Zürich, 2003
- Der Idiot, Frank Castorf, Volksbühne, 2002
- Der Meister und Margarita, Frank Castorf, Volksbühne, Koproduktion mit den Wiener Festwochen, 2002
- Erniedrigte und Beleidigte, Frank Castorf, Volksbühne, Koproduktion mit den Wiener Festwochen, 2001
- Dämonen, Volksbühne, Co-Musikalische Leitung mit Thomas Krinzinger, Frank Castorf, Koproduktion mit den Wiener Festwochen, 2000
- Elementarteilchen, Frank Castorf, Volksbühne, 2000
- Caligula, Frank Castorf, Volksbühne, 2000
- Schmutzige Hände, Frank Castorf, Volksbühne, 1998
- Ums nackte Leben, Michael Talke, Volksbühne, 1997

## Theater, Musik und Performance
- Method, Kornel Mundruczó und Kata Wéber, Volksbühne, 2024
- Mein Süßes Lieb, Tilman Heckert, Volksbühne, 2023
- Sardanapal, Fabian Hinrichs, Volksbühne, 2023
- Orestie, Thorleifur Örn Arnarsson, Volksbühne, 2020
- Howl, David Marton, Volksbühne, 2019
- Eine Odyssee, Thorleifur Örn Arnarsson, Volksbühne, 2019
- Ein schwaches Herz, Frank Castorf, Volksbühne, 2017
- Faust, Frank Castorf, Volksbühne, 2017
- Lulu, David Marton, Schauspiel Hannover, 2009
- Schmutzige Hände, Frank Castorf, Volksbühne, 1998
- Das tägliche Leben, Carolin Mylord, Volksbühne, 1997
- Limonen aus Sizilien, Stefan Otteni, Volksbühne, 1997
- The Unseen Hand, Jürgen Kruse, Volksbühne, 1997

## Theater, Chorleitung
- A Year Without Summer, Florentina Holzinger, Volksbühne, 2025
- Schmeiß dein Ego weg und feier was du liebst – Für René, Interimsverwaltung der Volksbuehne, Volksbühne, 25. April 2024
- Hyäne Fischer, Marlene Engel, Volksbühne, 2022

## Bewegungssensorik: Coding, Performance und Installationen
- Quarantine: For Solo Human, (Solo Performance) Volksbühne Online (jetzt bei https://www.youtube.com/watch?v=RTWb7fc3FNw), 2020
- Unbetitelte Zeltinstallation in der Gruppenausstellung Das Bauhaus. Ein rettendes Requiem, Schorsch Kamerun, Volksbühne, 2019
- Begone Dull Care – Eleusinian Odes, (Interaktive Rauminstallation) Grüner Salon der Volksbühne, 2018
- Performance der Heraufbeschwörung eines Geisterchors, in Die Kabale der Scheinheiligen. Das Leben des Herrn de Moliére, Frank Castorf, Volksbühne, 2016